# Wilhelm Hennecke
Wilhelm Hennecke (* 30. Juni 1812 in Löhne; † 3. Januar 1890) war ein deutscher Reichsgerichtsrat.

## Leben
Hennecke wurde 1835 auf den preußischen Landesherrn vereidigt. 1841 wurde er Hilfsrichter und 1850 wurde er Kreisgerichtsdirektor. 1853 wurde er zum Appellationsgerichtsrat ernannt. 1869 wurde er zum Obertribunalsrat befördert. 1879 kam er an das neugegründete Reichsgericht. Er war als Richter im V. und IV. Zivilsenat des Reichsgerichts tätig. Er trat am Neujahrstag 1886 in den Ruhestand. 
Als Student trat er 1833 in das Corps Guestphalia Bonn ein.

## Quelle
- Adolf Lobe: „Fünfzig Jahre Reichsgericht am 1. Oktober 1929“, Berlin 1929, S. 349.